# Brandkreek
De Brandkreek was een brede, kronkelige waterloop die in 1622 in de Jeronimuspolder werd gegraven en die het Hanegat met de Passageule verbond.
Door het graven van deze waterloop kwam het gebied ten noorden ervan op een eiland te liggen, dat Het Eiland werd genoemd.
De Brandkreek diende een militair doel, ze vormde in de slotfase van de Tachtigjarige Oorlog namelijk een verdedigingslinie, samen met de noordelijk daarvan gelegen Passageule-Linie. In 1711 werd ze ingedijkt, waarbij de Brandkreekpolder ontstond.
De grillige loop van de Brandkreek markeert sinds 1664 definitief de grens tussen de Spaanse en de Staatse Nederlanden, en vormt tegenwoordig de Belgisch-Nederlandse rijksgrens, van Grenspaal 330 tot Grenspaal 335.